# Gouvernement Kilman VI
I. Kalsakau Salwai II
Le gouvernement Kilman VI est le conseil des ministres du Vanuatu dirigé par le Premier ministre Sato Kilman du 4 septembre au 6 octobre 2023.

## Histoire
Premier ministre pour la première fois en décembre 2010, Sato Kilman mène quatre gouvernements durant une période politiquement instable entre cette date et mars 2013. Il est ensuite Premier ministre pendant huit mois de juin 2015 à février 2016 ; c'est le gouvernement Kilman V.
Les élections législatives d'octobre 2022 produisent, comme toujours depuis 1991, un parlement sans majorité et un gouvernement de coalition. Celui-ci est mené par Ishmael Kalsakau, le chef de l'Union des partis modérés, avec Sato Kilman du Parti progressiste populaire comme vice-Premier ministre. Ishmael Kalsakau limoge toutefois son vice-Premier ministre en mai 2023 et promeut son ministre des Affaires étrangères Jotham Napat à ce poste. Le 15 août 2023, l'opposition parlementaire menée par Bob Loughman, qui reproche à Ishmael Kalsakau à la fois d'avoir accru le salaire minimum et d'avoir potentiellement compromis les relations économiques du Vanuatu avec la Chine en signant un accord de coopération avec l'Australie en matière de sécurité intérieure et de défense, vote une motion de défiance à son encontre au Parlement, adoptée par vingt-six voix contre vingt-trois. Après une période d'incertitude juridique, la Cour suprême confirme le 4 septembre que vingt-six voix suffisent pour renverser le gouvernement, et le mandat d'Ishmael Kalsakau comme Premier ministre prend fin. Les députés élisent Sato Kilman, qui souhaite resserrer les relations du pays avec la Chine, à sa succession,,. Le 6 octobre suivant, le gouvernement est renversé par une motion de censure au Parlement par 27 voix contre 0 et Charlot Salwai est élu Premier ministre avec les voix de vingt-neuf députés.

## Composition

### Composition initiale
La composition du gouvernement nommé par Sato Kilman le 4 septembre est la suivante, :
| Poste                                                                             | Titulaire | Titulaire       | Titulaire | Parti          |
| --------------------------------------------------------------------------------- | --------- | --------------- | --------- | -------------- |
| Premier ministre                                                                  |           | Sato Kilman     |           | PPP            |
| Vice-Premier ministre Ministre des Terres, des Mines, de l'Énergie et de l'Eau    |           | Bob Loughman    |           | Vanua'aku Pati |
| Ministre des Affaires étrangères                                                  |           | Marc Ati        |           | Groupe Iauko   |
| Ministre des Finances, Ministre de l'Économie                                     |           | Johnny Koanapou |           | Vanua'aku Pati |
| Ministre des Infrastructures, des Services publics et des Télécommunications      |           | Jay Ngwele      |           | PDR            |
| Ministre de l'Agriculture, de la Sylviculture, des Pêcheries et de la Biosécurité |           | Sam Kalpoilep   |           | UPM            |
| Ministre de la Justice                                                            |           | James Bule      |           | PPUD           |
| Ministre de l'Éducation                                                           |           | Silas Bule      |           | PNU            |
| Ministre de l'Intérieur                                                           |           | Anthony Harry   |           | UPM            |
| Ministre de la Jeunesse, de la Formation et des Sports                            |           | John Qetu       |           | PNU            |
| Ministre de la Planification et de l'Adaptation au Réchauffement climatique       |           | Ulrich Sumptoh  |           | MRC            |
| Ministre du Commerce, du Commerce extérieur et du Tourisme                        |           | Samson Samsen   |           | Vanua'aku Pati |

### Changements ultérieurs
Le 22 septembre 2023, John Qetu, le ministre de la Jeunesse, de la Formation et des Sports, quitte le gouvernement, se joint à l'opposition parlementaire et signe une motion de censure contre le gouvernement. Sato Kilman nomme Bruno Leingkone à son ministère,.
Le 2 octobre, Samson Samsen, le ministre du Commerce, rejoint à son tour l'opposition.
Le 6 octobre, le Parlement destitue le gouvernement Kilman par vingt-sept voix à zéro, les députés du camp Kilman ayant boycotté la séance. Les députés présents élisent alors Charlot Salwai Premier ministre.